# Чакветадзе, Давит Гочаевич
Дави́т Гоча́евич Чаквета́дзе (груз. დავით ჩაკვეტაძე, 18 октября 1992, Кутаиси, Грузия) — российский борец греко-римского стиля, чемпион летних Олимпийских игр 2016 года, победитель Европейских игр 2015 года, бронзовый призёр чемпионата мира среди военнослужащих, чемпион России, призёр Кубка мира, Заслуженный мастер спорта России.

## Биография
Давит Чакветадзе родился в 1992 году в грузинском городе Кутаиси. Здесь же начал заниматься борьбой. В 2009 году молодой грузинский борец стал серебряным призёром чемпионата Европы среди кадетов. В 2011 году стал пятым на юниорском чемпионате Европы. В ноябре 2013 года Чакветадзе в рамках мемориала Олега Караваева дебютировал за сборную России. Дважды подряд (2014 и 2015 года) Давит в составе национальной сборной становился серебряным призёром Кубка мира по греко-римской борьбе. На первых Европейских играх в Баку Чакветадзе уверенно дошёл до финала, где в упорной борьбе победил украинца Жана Беленюка. На чемпионате мира 2015 года Давит дошёл до четвертьфинала, но там со счётом 0:8 уступил азербайджанцу Саману Тахмасеби.
В августе 2016 года Чакветадзе вошёл в состав сборной России, которая отправилась на летние Олимпийские игры в Рио-де-Жанейро. Перед началом соревнований международная федерация борьбы включила Давита в число претендентов на призовое место в категории до 85 кг. Уже в первом раунде Давит взял реванш у Тахмасеби, а затем уверенно победил соперников из Ирана, Германии, Венгрии. В финале россиянину противостоял Жан Беленюк. После первой половины Чакветадзе уступал 0:2, но затем смог переломить ход поединка и одержал победу 9:2, став олимпийским чемпионом.

## Результаты на чемпионатах России
- Чемпионат России по греко-римской борьбе 2015 года — ;
- Чемпионат России по греко-римской борьбе 2016 года — ;
- Чемпионат России по греко-римской борьбе 2018 года — ;
- Чемпионат России по греко-римской борьбе 2019 года — ;
- Чемпионат России по греко-римской борьбе 2020 года — ;

## Награды
- Орден Дружбы (25 августа 2016 года) — за высокие спортивные достижения на Играх XXXI Олимпиады 2016 года в городе Рио-де-Жанейро (Бразилия), проявленные волю к победе и целеустремлённость[4].